# Santiveri
Santiveri es una empresa de dietética y nutrición catalana.

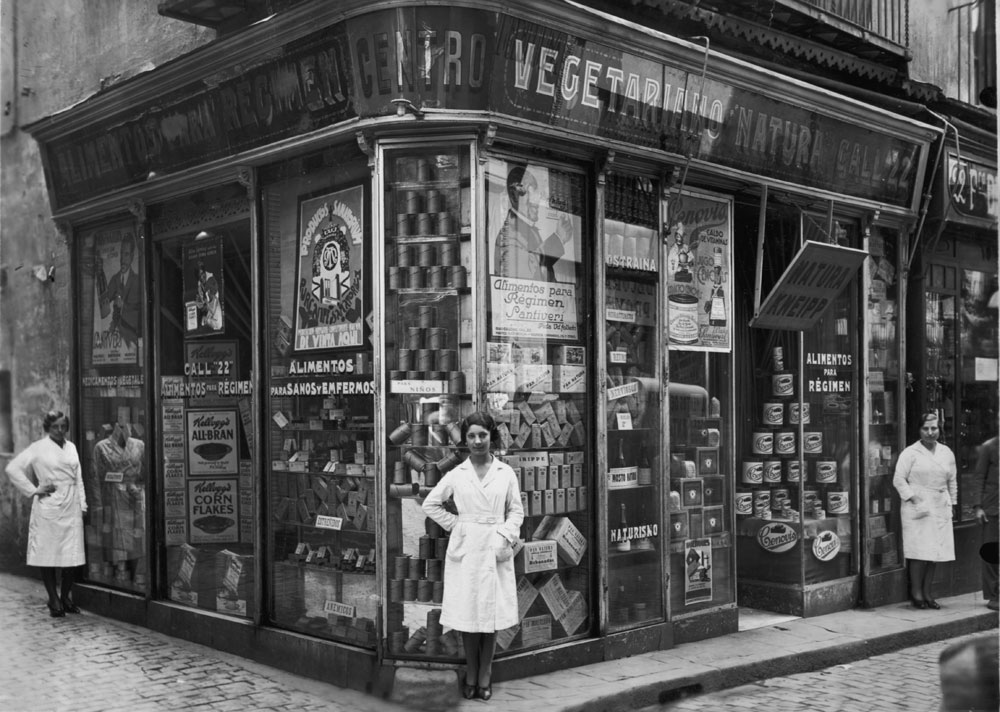
Casa Santiveri, Carre Call

## Inicios de la empresa y perfil del fundador

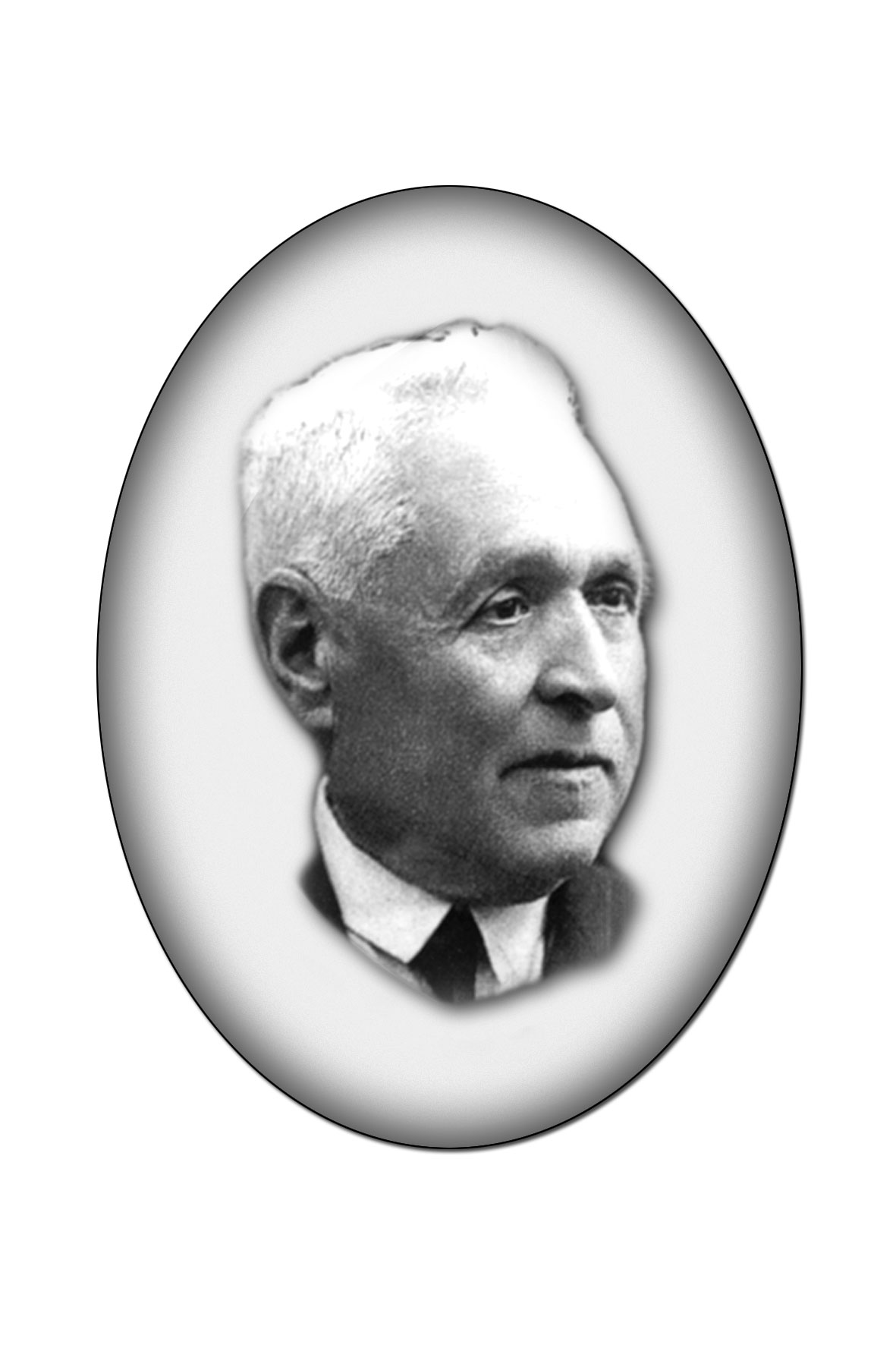
Jaime Santiveri Piniés

La empresa familiar Santiveri fue fundada en Barcelona por Jaime Santiveri Piniés en el año 1885. Este comerciante textil, propietario de una camisería en el centro de Barcelona, se vio aquejado por una enfermedad pulmonar que la medicina oficial de entonces calificaba como incurable, y esa aparente dificultad, le llevó al mundo de la medicina natural y de la nutrición sana y natural. Cuando conoció el fatal diagnóstico de su dolencia, en vez de resignarse a lo inevitable, Jaime Santiveri busca alternativas y llega a sus oídos la existencia en Alemania de un balneario que curaba con técnicas naturales. Se trataba del sanatorio del abad Sebastian Kneipp en Wörishofen, donde pasa 6 meses haciendo curas de agua, dando paseos al aire libre para oxigenar los pulmones y tomando caldos vegetales, plantas medicinales y haciendo una dieta casi vegetariana. Regresó totalmente curado y entusiasmado por la terapia que le habían aplicado, pero al comprobar el nulo interés que mostraban los médicos de su país por conocer y aplicar estos métodos curativos decidió convertirse en un distribuidor de los productos naturales que utilizaba Sebastián Kneipp en sus curas. Así que le faltó tiempo para transformar su camisería de la calle Call número 22 de Barcelona, en la primera fábrica laboratorio de productos naturales de España. Corría el año 1893 cuando Jaime Santiveri tuvo que abrir otro establecimiento, esta vez en el número 20 de la calle Call, como farmacia para vender este tipo de productos y puso a su frente a un director farmacéutico, ya que las autoridades sanitarias del momento así se lo exigieron. La tienda, denominada por entonces Farmacia Kneipp, se convertiría en la madre de la empresa Santiveri y en el inicio del comercio de productos naturales en España.

## Espíritu innovador
Jaime Santiveri Piniés, el fundador de Santiveri, fue una persona especial, un empresario con un tesón, una creatividad y un espíritu innovador difíciles de replicar. Podríamos decir que tuvo visión de futuro, creyó en una idea novedosa y fue perseverante para llevarla adelante porque había comprobado en su propio cuerpo que daba resultados. Tal vez esa fue la principal herencia que ha dejado a la familia que sigue liderando hoy a la empresa.

## Los primeros productos
Los primeros productos que vendió Santiveri, eran en su mayoría importados desde Alemania, los mismos que utilizaba el famoso abad Kneipp para sus curas naturales. Se contaban productos tan variados como harinas de hueso o polvos blancos para combatir la debilidad nerviosa y el raquitismo, ungüentos oftálmicos, purgantes, tisanas, tela de lino para las envolturas, regaderas y otros utensilios para la hidroterapia, etc.  Pero el primer producto estrella que hizo “despegar” a Santiveri fue la Malta Kneipp, un producto importado, un sucedáneo del café que se hizo muy popular en aquel entonces. Pero al estallar la Primera Guerra Mundial, los alemanes anularon los contratos y Santiveri se quedó sin la concesión, pero eso en vez de hundirlos les empujaría a crear su propia marca: Malta Natura que empezaron a producir en la fábrica que construyeron cerca del mar, en una zona llamada Casa Antúnez, donde 
instalaron su propia tostadora. La malta es un excelente sucedáneo del café que se elabora a base de granos de cebada germinados y tostados. La malta tuvo su época dorada en la preguerra española y Santiveri llegó a popularizar un camión-degustación llamado El Águila Verde, adaptado como cafetería, para promocionarla. Hoy Santiveri sigue vendiendo malta, pero ésta ya tiene un heredero más popular que se llama Chifé. Se trata de un extracto soluble de cereales (cebada, malta y centeno) y achicoria tostados.

## Pioneros en marketing y merchandising
Santiveri fue pionera no solo en la introducción de los productos naturales e higienistas en España, sino también en la utilización de novedosas técnicas de marketing. Así, a principios del siglo XX ya organizaba degustaciones gratuitas de malta -una bebida para reemplazar el café colonial- primero en el (en italiano) hotel Mundial Palace de Barcelona, y luego en El Águila Verde, un original camión adaptado como cafetería que se convertiría en estampa clásica de la España de la preguerra, abierta a los influjos y corrientes más modernizadores.

## Impulsora de la Lliga Vegetariana de Catalunya
En 1908 Jaime Santiveri, en unión con del Dr. Josep Falp i Plana -el médico que respaldaba los productos Santiveri- y un grupo de facultativos vegetarianos crean la Lliga Vegetariana de Catalunya. Ésta organiza el 20 de marzo un banquete vegetariano en el salón principal del Mundial Palace que se convirtió en todo un acontecimiento social del que dieron cuenta multitud de artículos publicados en la prensa barcelonesa y de otros puntos del Estado. Un mes después aparecía el primer número de la revista mensual que funcionaría de portavoz de la Lliga, La revista vegetariana a un precio de 5 céntimos el ejemplar y a un abono anual de 5 pesetas. En julio la Lliga se traslada a un edificio de la Rambla de les Flors, 31, primera planta, en la Casa de la Virreina. El mismo mes se escoge una nueva directiva con el Dr. Falp como presidente y Jaime Santiveri como administrador. Las relaciones de Santiveri con los más afamados médicos naturistas y vegetarianos de la época, colocó a la marca en una situación puntera en el movimiento vegetariano europeo.

## Partner de Kelloggs en la Exposición Universal de Barcelona del 1929
Pocos saben que los famosos “corn flakes” cruzaron el Atlántico gracias a Santiveri, que también dio a conocer en Barcelona otros productos del genial Kellogg, como los Brand para combatir el estreñimiento. Una muestra de las buenas relaciones que existían entre Santiveri y Kellogg es que en la Exposición Universal de Barcelona que se celebró en 1929, Santiveri tuvo un stand de Kelloggs subvencionado por la empresa americana. Fueron sus representantes y distribuidores en España hasta la guerra civil española que desencadenaría la ruptura de relaciones comerciales.

## Creadora de clásicos de la dietética

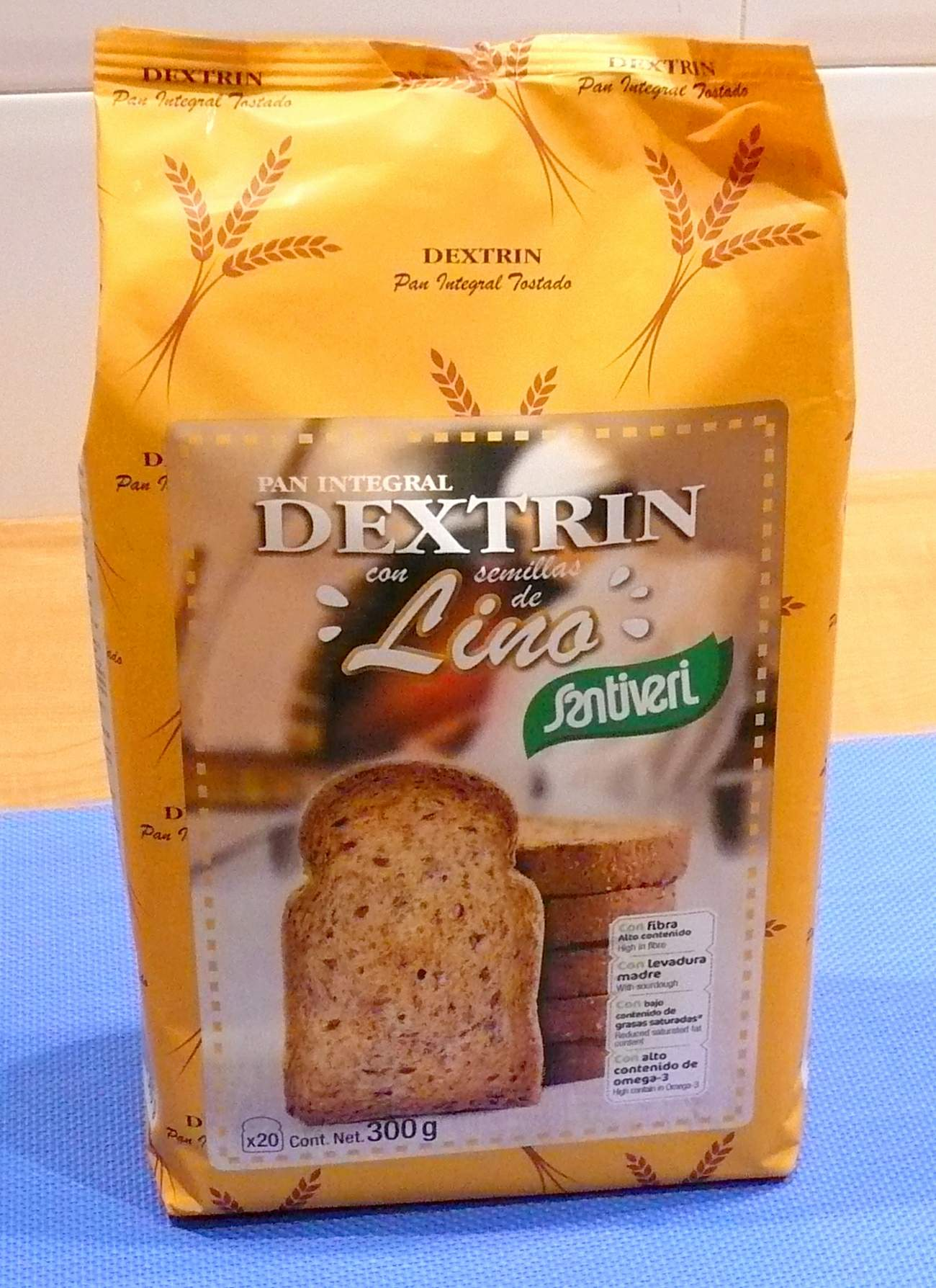
Pan Dextrín com semillas de lino de Santiveri

Debido a que en sus orígenes Santiveri tenía una gran mayoría de clientes vegetarianos, desarrolló productos propios prácticos muy innovadores como la famosa Carnita, una especie de carne vegetal elaborada con soja y otros cereales que se presenta en lata. Aunque la Carnita sigue existiendo hoy en día y vendiéndose bastante, Santiveri se ha adaptado a las nuevas necesidades de los consumidores actuales y ha creado una línea de sucedáneos cárnicos más amplia y práctica que incluye salchichas y hamburguesas vegetales de tofu, listas para comer.
El pan Dextrín, es otro clásico de la dietética española que constituye un ejemplo del empeño de Santiveri por desarrollar nuevos productos que cubrieran las necesidades de los médicos naturistas de la época. Se trata de un pan elaborado con harina integral de excelente calidad al que se le somete a un tostado original de Santiveri, llamado dextrinado, que hace que los almidones del pan sean más fáciles de digerir. A pesar de que este pan se vende prácticamente solo, Santiveri lo ha innovado y mejorado haciendo variantes más acordes con las necesidades actuales: Pan Dextrin con lino, para hacerlo más laxante, o pan Dextrin con aceite de oliva para hacerlo más cardiosaludable, o el novedoso Pan Dextrin con semillas de chía.
El primer laboratorio de control de calidad en una industria alimentaria
Desde sus inicios Santiveri se esforzó por respetar todas las normas legales y sanitarias y por ello ya su fundador, Jaime Santiveri Piniés, creó uno de los primeros laboratorios de control de calidad que ha tenido una empresa alimentaria en España. La apuesta por la calidad de los productos ha sido el mayor empeño de Santiveri y ya desde el principio tuvo farmacéuticos y médicos desarrollando los productos y controlando su calidad. En el año 1980, coincidiendo con una expansión de la empresa y de su catálogo de productos, Santiveri amplía su laboratorio de análisis de materias primas y de control de calidad de sus productos y crea un departamento de I+D para la investigación y desarrollo de nuevos productos. Ahora en su laboratorio y departamento técnico trabajan, además del personal auxiliar, 15 técnicos superiores (5 farmacéuticos, 2 ingenieros agrónomos, 2 licenciadas en ciencias y tecnología de los alimentos, 2 químicas, 2 médicos y 2 biólogas).

## La evolución de una marca
Aunque tradicionalmente se ha relacionado la marca Santiveri con los productos para diabéticos e intolerantes al gluten y a la lactosa (ya que tienen muchos alimentos sin azúcar añadido ni lactosa), lo cierto es que ahora su abanico de consumidores es mucho más variado ya que han sabido adaptar sus productos a las cambiantes necesidades de cada época. Ahora los clientes de Santiveri son sobre todo personas que se interesan por su salud, que se preocupan por tomar alimentos sanos y ecológicos (tienen una gama de biológicos cada vez más amplia) o que quieren mantener el peso adecuado. Pero en las tiendas Santiveri también entran deportistas en busca de reforzantes o mujeres en busca de cosmética natural.

## Abriendo franquicias

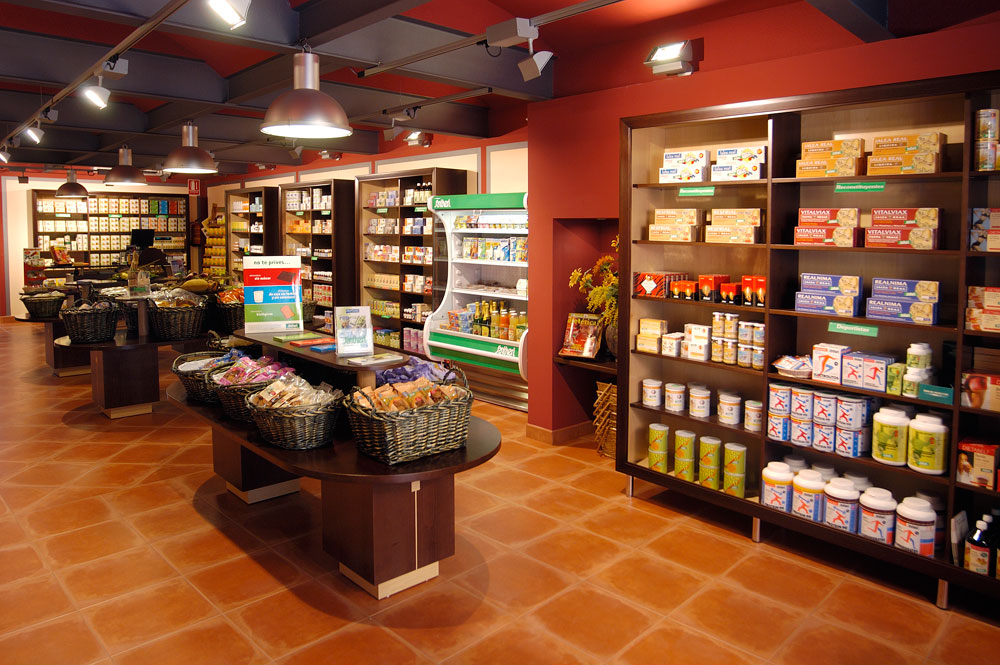
Franquicias y tiendas Casa Santiveri

A medida que la demanda de productos dietéticos, iba aumentando, Santiveri integra la fórmula de la franquicia en su negocio, abriendo un total de más de 60 puntos de venta en los últimos cinco años. El modelo de franquicia Santiveri, ha permitido mejorar la oferta, abriendo más tiendas con franquiciados que tienen formación en Dietética y Nutrición. En la franquicias Santiveri, se pueden encontrar productos para todos: deportistas, intolerantes a la lactosa o al gluten, personas preocupadas por su alimentación o por el control de peso, amantes de productos biológicos y de cosmética natural, etc. Todos con un mismo objetivo: mejorar su calidad de vida a través de la alimentación y de un estilo de vida saludable.

## Evolución histórica
Abrir nuevos caminos y luchar por introducir en el mercado español nuevos productos que ayuden a mejorar la calidad de vida de los consumidores, ha sido la clave para que Santiveri se mantuviera tantos años y sea un referente de la economía catalana. Su evolución histórica, así lo pone de manifiesto:
- Impulsora de las terapias naturales: A finales del siglo XIX, en el año 1885, el objetivo inicial del fundador de Santiveri fue dar a conocer y comercializar en España el método y los productos naturales que le habían curado en un balneario en Alemania. Tuvo que sortear la oposición de la clase médica de la época, pero su espíritu innovador y luchador le hizo seguir adelante, levantando una empresa fuerte, capaz de sobrevivir a los envites de 2 guerras mundiales y de la guerra civil española y capaz de adaptarse a las necesidades y condiciones de cada época. A principios del siglo XX, para darle auge y seriedad al movimiento vegetariano y naturista en España, Santiveri fue la promotora de una de las primeras sociedades vegetarianas de España y la editora de la primera revista vegetariana.
- Precursora de alimentos funcionales: A mediados del siglo XX, Santiveri fue pionera en España en la creación y distribución de los alimentos conocidos ahora como funcionales por tener un valor añadido útil para la prevención de alguna enfermedad. Ejemplo de ese tipo de alimentos es la chocolatina “Cerebrum” que asocia nutrientes que alimentan el cerebro de escolares y estudiantes.
- Pionera de la alimentación deportiva: En la década de 1980, cuando el deporte empieza a ser considerado como un ingrediente básico de la prevención y de una vida saludable, Santiveri fue pionera en introducir los suplementos nutricionales naturales entre los deportistas profesionales de élite, primero, y entre los amateurs, después, manteniendo hoy una línea de complementos para deportistas y una amplia colaboración con equipos deportivos.
- Avanzada en nutricosmética: A finales del siglo XX, hace 20 años, cuando se hizo evidente que la belleza de la piel y la lucha contra el envejecimiento prematuro debido al exceso de sol y a los radicales libres pasaba por incluir en la dieta determinados nutrientes, Santiveri empieza crear los primeros nutricosméticos a base de ingredientes naturales como aceite de germen de trigo, levadura de cerveza, etc.
- Referente para los diabéticos e intolerantes: El creciente aumento de la diabetes lleva a Santiveri a crear una atractiva línea de alimentos dulces y sabrosos que hicieran más fácil y apetitosa la dieta de las personas diabéticas. Desde hace varias décadas, las tiendas Santiveri son un referente para las personas diabéticas, ya que los productos sin azúcar de Santiveri tienen valores añadidos como fibra, ácidos grasos esenciales, así como otros nutrientes que mejoran la alimentación y calidad de vida de ese colectivo. Mucho antes de que las intolerancias y alergias alimentarias alcanzaran las cotas de incidencia actuales, Santiveri empezó a crear líneas de productos sin lactosa y sin gluten, destacando actualmente como una de las empresas con más surtido en leches vegetales y yogures sin lactosa y en alimentos sin gluten aptos para celiacos. En el año 1986, Santiveri fue la primera empresa española en introducir en el mercado de leche de soja y sigue manteniendo la distribución de una de las leches de soja líderes en el mercado europeo.
- Promotora de un peso saludable: En el siglo XXI, la preocupación por el aumento de la obesidad y de los problemas que lleva asociados (colesterol, hipertensión, diabetes, etc.) ha llevado a Santiveri a utilizar en sus productos alimenticios grasas dietéticamente equilibradas y a eliminar radicalmente cualquier vestigio de grasas hidrogenadas. Asimismo, el déficit de fibra en la alimentación general, ha impulsado a Santiveri a desarrollar alimentos más ricos en fibra como pan, galletas, tortitas de cereales, etc., así como una línea especial para control de peso.
- Creadora de suplementos reforzantes: El estilo de vida actual, con más estrés, contaminación y exigencias laborales, exige una mayor demanda de nutrientes que no siempre pueden cubrirse con la dieta diaria. Para esos casos, Santiveri ha desarrollado una gama de suplementos nutricionales ricos en sustancias naturales energetizantes como la jalea real o el ginseng, u otros ingredientes de nueva generación.
- Innovando los remedios tradicionales basados en plantas: como el sitio habitual de venta de plantas medicinales siguen siendo los herbolarios y tiendas de alimentos naturales, Santiveri se esfuerza por desarrollar nuevas presentaciones que aumenten su eficacia y faciliten su consumo, como son jarabes, comprimidos, cápsulas, o granulado para infusión instantánea.
- Defensora de lo ecológico: Como lo biológico o ecológico es una tendencia en auge tanto en alimentación como en cosmética, Santiveri en los últimos años ha estado haciendo un gran esfuerzo por ofrecer el mayor número posible de alimentos con certificado bio. Además, con el inicio del nuevo milenio, Santiveri ha renovado su compromiso con la sostenibilidad y a la hora de producir alimentos sanos, apuesta por la sostenibilidad y el crecimiento a largo plazo guardando el mayor respeto por la naturaleza y por el ser humano. En todos los procesos de producción Santiveri intenta minimizar el impacto ecológico utilizando, siempre que sea posible, ingredientes procedentes de la agricultura ecológica, envasando con materiales que respeten el medio ambiente y utilizando los medios de transporte más ecológicos.

## Crisis y victorias
La historia de Santiveri es una muestra de cómo las dificultades y las crisis pueden convertirse en un incentivo de superación. 
- Fue una enfermedad pulmonar incurable lo que llevó al Fundador de Santiveri, -Jaime Santiveri Piniés- hasta el balneario del abate Sebastián Kneipp en Alemania, y de allí no solo se trajo unos pulmones sanos y restablecidos, sino también la idea para crear un nuevo negocio relacionado con las terapias naturales que se inició en 1885 y que continúa hoy en día con capital exclusivamente familiar y con más de 400 empleados.
- Desde su fundación, Santiveri tuvo que enfrentarse a desgracias naturales y dificultades sociopolíticas que la llevaron al borde de la extinción pero de las que salió victoriosa con muchos sacrificios y tesón:
- Dos expropiaciones de terrenos y el consiguiente cambio de instalaciones. En los años 1920, en la dictadura de Primo de Rivera, los terrenos de la primera fábrica Santiveri de Barcelona, situada en Casa Antúnez (Can Tunis) cerca de los Baños Zoraya, fueron expropiados a favor de la recién constituida Compañía Campsa. La segunda ubicación de la empresa, en paseo de la Agrícola, muy cerca del hipódromo, tuvo que abandonarse poco antes de 1930 (en vísperas de la Feria Internacional de Barcelona), empujados por la creación del puerto franco barcelonés o el denominado Consorcio de la Zona Franca. Santiveri continúa desde entonces en su tercera ubicación: la antigua carretera de Valencia, llamado entonces Camino del Puente de las Vacas, que pasaría a llamarse después calle Troquel y que en la actualidad se llama calle Encuny.
- Dos inundaciones de la fábrica actual de Barcelona, la primera de ellas (en 1971) ocasionó graves pérdidas en productos y maquinaria. La segunda, en 1983, hizo menos daño debido a las medidas preventivas tomadas tras la primera experiencia.
- Al estallar la Primera Guerra Mundial, Santiveri pierde todos los contratos que mantenía con empresas proveedoras alemanas de productos naturales que suponían el 90 % de su negocio. En vez de cerrar, Santiveri crea su propia marca Natura que, sobre todo en lo que se refiere a la Malta Natura (sucedáneo para reemplazar el café colonial), se convirtió en una popular bebida de la pre y posguerra española.
- Durante la guerra civil española, la fábrica-vivienda Santiveri queda encautada y desvalijada y su red de franquicias destrozadas. Tras la guerra, la familia Santiveri y un puñado de trabajadores inician un lento proceso de reconstrucción sin lograr recuperarse hasta pasados 25 años. La empresa logra mantenerse gracias a una actividad paralela y que nada tenía que ver con sus orígenes: el transporte de mercancías ajenas por toda España en dos camiones recuperados tras la guerra y que conducían los propios herederos del fundador, fallecido durante la contienda nacional.

## Las cifras actuales de Santiveri
Hoy Santiveri tiene 3 centros de producción (Barcelona, Lérida y Peñafiel); tiene abiertos 256 puntos de venta (entre propios y franquicias), vende sus productos en más de 7000 puntos de venta (dietéticas, herbolarios, grandes superficies, farmacias y parafarmacias), cuenta con una plantilla cercana a las 400 personas y ofrece una lista de productos que alcanza las 1000 referencias. Dispone de dos sociedades en Italia y México, y exporta sus productos a más de 30 países. En el último ejercicio todo el grupo Santiveri ha facturado 68 millones de euros.